# Dictya steyskali
Dictya steyskali är en tvåvingeart som beskrevs av Valley 1977. Dictya steyskali ingår i släktet Dictya och familjen kärrflugor. Inga underarter finns listade i Catalogue of Life.